# Henk Dorgelo
 (février 2025).
Hendrik Berend Dorgelo né le 9 février 1894 à Dedemsvaart et mort le 6 mars 1961 à Eindhoven, est un physicien et universitaire néerlandais. Il occupa la prestigieuse fonction de premier recteur d'université de l'Université technique d'Eindhoven.

## Biographie
Henk Dorgelo a tout d'abord fréquenté une école normale (néerlandais : kweekschool) et embrassé la carrière d'enseignant. Mobilisé lors de la Première Guerre mondiale, il a profité de cette période pour passer ses examens d'État tout en servant en tant qu'officier. Dès lors habilité à poursuivre des études universitaires, il choisit de se consacrer aux mathématiques et à la physique à l'Université d'Utrecht. Après avoir réussi sa propédeuse en 1919, il sut concilier ses études avec ses fonctions d'enseignant au Christelijk Gymnasium Utrecht et son stage dans le laboratoire de Leonard Ornstein. Il obtint en 1924 son doctorat en physique, avec une thèse consacrée à la physique des décharges gazeuses. La pertinence de ses recherches avec la fabrication de tubes radio lui permit de se voir offrir un poste au NatLab de Philips à Eindhoven. En 1925, il épousa Hermina Anna Plomp, une de ses anciennes élèves. De cette union naquirent quatre garçons et trois filles.
En 1927, Dorgelo fut élevé à la dignité de professeur au sein de l'Université technique de Delft, avec pour mission auguste d'instituer le département de physique. À cet effet, il fonda la Technisch Physische Dienst, alliance de l'université précitée et de l'Organisation néerlandaise pour la recherche scientifique appliquée, et fut investi de la présidence de son conseil d'administration. En 1931, il accéda à la présidence de la Société néerlandaise de physique.
De confession réformée néerlandaise, Dorgelo fut promu au rang d'ancien de l'église de la Nieuwe Kerk de Delft en 1930, où il s'adonnait également à l'art de l'orgue.
En 1942, durant l'occupation nazie des Pays-Bas en la Seconde Guerre mondiale, Dorgelo accepta la dignité de recteur d'université de l'Université technique de Delft. À la suite de l'assassinat d'un membre du NSB perpétré par la résistance néerlandaise, une multitude d'étudiants furent incarcérés, et les autres contraints de souscrire à une déclaration de loyauté. Sous la direction de Dorgelo, le sénat de ladite université préconisa aux étudiants de se conformer à cette exigence, avançant l'argument qu'une institution académique demeurant en activité serait d'une valeur inestimable pour les efforts de reconstruction du royaume des Pays-Bas après les hostilités. Cette recommandation fut cependant accueillie par un vote de censure de la part des étudiants, ce qui conduisit Dorgelo à renoncer à ses fonctions de recteur en 1943.
Après la libération des Pays-Bas, la reconstruction et la relance de l'industrialisation ont engendré une demande croissante pour la fondation d'une nouvelle université technique, visant à accroître les capacités du pays. Le ministre de l'Éducation, Jo Cals, sollicita Monsieur Dorgelo pour assumer la charge de recteur, ce qui le conduisit à retourner à Eindhoven en l'an 1956. Favorable à un ambitieux programme éducatif, Dorgelo entreprit d'engager des professeurs issus tant des sciences sociales que des sciences exactes, dans le but d'établir un département de Sciences Générales. En 1958, il intégra également le comité du Studium generale.
Bien qu'il nourrît l'ambition de devenir professeur enseignant, l'administration de la nouvelle université accapara entièrement le temps de Dorgelo, tant avant qu'après son inauguration en 1957. Entre cette année et son décès en 1961, il ne prit sous sa direction qu'un unique doctorant, l'ingénieur K. Reinsma.
À la suite du décès de Dorgelo en 1964, l'une des artères principales jouxtant le campus universitaire fut renommée en son honneur « Dorgelolaan » (avenue Dorgelo). De surcroît, la salle de réunion principale du Conseil universitaire se voit attribuer le nom de « Dorgelozaal » (Salle Dorgelo).